# A majmok bolygója: Háború
A majmok bolygója: Háború (eredeti cím: War for the Planet of the Apes) egy 2017-ben bemutatott amerikai sci-fi, melyet Matt Reeves rendezett és Mark Bomback írt. A főszereplők Andy Serkis, Woody Harrelson, Steve Zahn, Sara Canning, Judy Greer és Max Lloyd-Jones. A film A majmok bolygója: Lázadás (2011) és A majmok bolygója: Forradalom (2014) című filmek folytatása. Ez a kilencedik nagy film a franchise-ból.
Az Amerikai Egyesült Államokban és Kanadában 2017. július 14-én mutatták be, Magyarországon július 13-án szinkronizálva, az InterCom Zrt. forgalmazásában.
A film premierje 2017. július 10-én volt New Yorkban. A film kritikai szempontból pozitív értékeléseket kapott a kritikusoktól. Számos értékelő külön kihangsúlyozta néhány színész teljesítményét (különösen Serkisét), a filmtörténetet, az akció folyamatosságát és a filmzenét. Néhányan ezt a filmet tartották a trilógia legerősebb részének.
A film végig követi Cézárt, valamint az általa vezetett majmok és a Föld irányítása alatt álló emberek közötti összecsapást. Az előző részhez hasonlóan a történet számos hasonlóságot mutat az eredeti sorozat ötödik részével, a A majmok bolygója 5-ből (1973), viszont nem ez a közvetlen átdolgozása a filmnek.
A Metacritic oldalán a film értékelése 82%, ami 50 kritikusi véleményen alapul. A Rotten Tomatoeson a Majmok bolygója: Háború 94%-os minősítést kapott 219 értékelés alapján. A film világszerte több mint 236 millió dolláros bevételnél tart, amely a 150 millió dolláros költségvetését már messze meghaladta.
A film forgatása 2015. október 14-én kezdődött Kanada, Vancouverben.

## Háttértörténet
15 évvel ezelőtt egy félresikerült tudományos kísérlet értelmes majmokat hozott létre, ugyanakkor halálra ítélte az emberiség nagy részét, egy „majominfluenza” nevű betegség vírusával. Cézár vezetésével a majmok új civilizációt hoztak létre, s a járványt túlélő emberek kerülték a konfliktusokat velük. Azonban a békének az vetett véget, hogy egy lázadó majom, Koba bosszúvágytól hajtva az emberekre támadt. Az emberek vészjelzést küldtek egy északi katonai bázisnak, ahol a hadsereg megmaradt csapatai gyülekeztek. Onnan egy zászlóalj érkezett a majmok kiirtására, a Különleges Erők könyörtelen ezredesének vezetésével. Két év alatt sem sikerült elfogniuk Cézárt, akiről úgy hírlik, egy erdő mélyén lévő parancsnoki bázisról irányítja a harcokat, így a háború folytatódik.

## Cselekmény
Valamennyi idő elteltével, amikor az Egyesült Államok hadseregét az egyre intelligensebb és veszélyes majmok elleni harcra hívták, a majmok hadseregét, amelyet egy Cézár nevű közönséges csimpánz (Andy Serkis) vezényel, megtámadja az Alfa-Omega nevű, rosszindulatú paramilitáris frakció az erdő egyik részén. Az AO szolgálatban lévő majmokat, akik még korábban, a Cézár ellen könyörtelen harcot indító, embergyűlölő Bonobó fajtájú Koba (Toby Kebbell) szolgálatában álltak, elkezdték "szamaraknak" becézni a katonák. A támadás során az AO militánsok nehezen tudnak ellenállni a rohamozó majmok támadásainak. A majmok több emberrel végeznek, valamint néhány katonát, és egy vörös gorillát is elfognak és elviszik a titkos bázisukra, ami a vízesés által elrejtett titkos barlangban van. Hamarosan Cézár megérkezik és elmagyarázza a foglyoknak, hogy a háborút nem ő indította el, ám már csak azért küzd, hogy megvédje a családját és a többi majmot. Cézár megtudja a foglyoktól, hogy az Alfa-Omegát nyomon követi a vezetőjük, a könyörtelen Ezredes (Woody Harrelson). Cézár parancsot ad társainak, hogy Vöröset zárják el bűneiért, viszont a foglyokat szabadon engedi és békét kínál az Alfa-Omegának. Azonban, mielőtt bebörtönöznék Vöröst, elmenekül, súlyosan megsebesítve egy albínó gorillát, Télt (Aleks Paunovic). Cézár azt tervezi, hogy a sivatagon át elvezeti a majmokat biztonságba, mert nem akarja, hogy még többen megsérüljenek. Az utazás előtt az Alfa-Omega beszivárog a majmok bázisára, és az Ezredes megöli Cézár feleségét, Corneliát (Judy Greer) és idősebbik fiukat, Kékszeműt (Max Lloyd-Jones). Az Alfa-Omega elleni küzdelem után Tél elárulja Cézárt, majd félelemből elmenekül és átáll az Ezredes csapatába.
Cézár a legfiatalabb fiát, Corneliust (Devyn Dalton) Kékszemű egyik barátjára, Lake-re bízza, hogy gondját viselje mindaddig, amíg a megfogadott bosszúját az Ezredesen végre nem hajtja. Maurice, az Orangután, Luca a Gorilla és Rakéta, a csimpánz elindulnak az AO irányába, míg a többi majom a sivatag felé halad. Az út során Cézár találkozik Téllel az Alfa-Omega táborban, és megtudja tőle, hogy az Ezredes már a határnál tartózkodik. Egy rajtaütés során Cézár véletlenül megöli Télt, ami miatt elkezd aggódni, mert ezzel a tettel Kobához hasonlítja magát. Folytatva útjukat összetalálkoznak egy szakállas férfival a pusztán, aki egy elhagyatott faluban él, csakhogy Cézár hamar végez vele, mert hirtelen fegyvert akart rájuk szegezni. Észreveszik, hogy van egy kislány a házban, aki nem tud beszélni. Maurice ragaszkodik hozzá, hogy vigyék magával őt. Tovább haladva összetalálkoznak néhány Alfa-Omega katonával, akiket lelőnek. Egy túlélő személy vizsgálata azt mutatja, hogy a kislány valóban nem tud beszélni. Később a csapat találkozik Rossz majommal (Steve Zahn), egy magányos csimpánzzal, aki a Sierra-i állatkertben élt a majominfluenza kitörése előtt. Rossz majom elirányítja őket a határra, egy korábbi fegyverraktárhoz, amely karanténba került, még a vírus terjedésének kezdetekor.
Amikor a csapat megérkezik a határátkelőhelyre, két Alfa-Omega járőr megtámadja lesből őket a havas rét alól, és végeznek Lucával. A haldokló gorilla arra motiválja Cézárt, hogy inkább egyedül folytassa a bosszú-hadjáratát, hogy a kislánynak és a csapatnak ne essék bántódása. Az egyedüli Cézár egy haldokló majomhoz ér a határ közelében, és próbálja megmenteni az életét, de hátulról váratlanul leüti őt Vörös és a fegyverraktárba vonszolja. Amikor magához tér, látja a csapat többi tagját is elfogva, és mindannyian tanúi lesznek annak, hogy a foglyul tartott majmok többsége kénytelen falat építeni, étel és ital fogyasztás nélkül. Az Ezredes felfedi az igazságot Cézár előtt, miszerint a majominfluenza vírus mutálódott és leépülést mutat azokon az embereken, akik túlélték az eredeti járványt. Az emberek megnémulnak és visszafejlődnek egy primitív állapotba. Cézár látja, hogy az Ezredes elbarikádozza magát a létesítményben, hogy vissza tudja verni, ami megmaradt az amerikai hadseregből. Azokat a személyeket, akik el akarják őt kapni, mindenkit megöl, akit elkapott a vírus – még a saját fiát is, hogy így megállíthassa a vírus terjedését. Mindenek ellenére, az Ezredes megdicséri Cézárt az intelligenciaszintjéért, és elmagyarázza, hogy "szent háborút" vív az emberiség túlélése érdekében.
Az Alfa-Omega és egy másik hadsereg közötti nagy csatában, a menekülő majmok az AO tüzérsége alá kerülnek. Cézár megpróbálja megtámadni az AO-t hátulról, de lelövik a Lelkészt (Gabriel Chavarria). Miután megölik a Lelkészt egy gránátvetővel, Vörös sikeresen megmenti Cézár életét, aminek következtében az AO egyik kiválósága megöli a gorillát. Cézár rábukkan a rejtőzködő Ezredesre és meg akarja ölni a mutálódott férfit, de nem teszi meg. Az Ezredes végül főbe lövi magát, Cézár elhagyja a létesítményt, és felrobbantja a tüzelőanyag-ellátót, további robbanásokat okozva, ami kiiktatja az AO sereg egy részét, ezzel lehetővé téve a rivális katonaság számára, hogy megnyerje a csatát. Mindazonáltal a hadsereg számos emberét eltemeti a hegyről lezúduló lavina, melyet Cézár és a többi majom (Novát magukkal víve) túlél a közeli fákra való felmászással.
Együttesen az összes majom elhagyja a létesítmény területét, és elmennek a sivatagon keresztül, hogy megtalálják az oázist. Az összes majom örömmel ünnepli új otthonukat, majd Maurice észreveszi Cézár súlyos sebét. Maurice tudatja Cézárral, hogy a kisebbik fia, Cornelius tudta az apjáról, amiben hitt és mindvégig küzdött. Cézár lassan és csendesen meghal, míg Maurice búslakodik, figyelve a többi majmot.

## Szereplők
| Színész             | Majomszerep                                                                         | Magyar hang         |
| ------------------- | ----------------------------------------------------------------------------------- | ------------------- |
| Andy Serkis         | Cézár, értelmes csimpánz, a majmok vezetője                                         | Láng Balázs         |
| Steve Zahn          | Rossz majom, aki a majominfluenza előtt az állatkertben élt.                        | Görög László        |
| Karin Konoval       | Maurice, borneói orangután, Cézár barátja és tanácsadója                            | Kerekes József      |
| Sara Canning        | Lake, egy közönséges csimpánz Cézár törzséből                                       | jel mutogatás       |
| Ty Olsson           | Szamár, egy nyugat-síksági gorilla, aki Koba követője volt, és beállt az Ezredeshez | Barabás Kiss Zoltán |
| Toby Kebbell        | Koba az előző filmből Cézár hallucinációiban bukkan fel                             | Schneider Zoltán    |
| Judy Greer          | Cornelia, közönséges csimpánz, Cézár felesége, Kékszemű anyja                       | jel mutogatás       |
| Max Lloyd-Jones     | Kékszemű, Cézár és Cornelia idősebbik fia                                           | jel mutogatás       |
| Michael Adamthwaite | Luca, egy nyugat-síksági gorilla Cézár klánjából                                    | jel mutogatás       |
| Terry Notary        | Rakéta, közönséges csimpánz, Cézár barátja és Ash apja                              | ?                   |

További magyar hangok: Bor László, Bordás János, Fehérváry Márton, Keresztény Tamás, Kis-Kovács Luca, Király Adrián, Matus Gábor, Schmied Zoltán, Sörös Miklós, Szrna Krisztián, Németh Attila István
| Színész           | Szerep   | Magyar hang    |
| ----------------- | -------- | -------------- |
| Woody Harrelson   | Ezredes  | Stohl András   |
| Roger Cross       | Százados | Bognár Tamás   |
| Gabriel Chavarria | Lelkész  | Horváth Illés  |
| Chad Rook         | Boyle    | Czető Roland   |
| Amiah Miller      | Nova     | nem szólal meg |

## Filmzene
2015. október 17-én megerősítést nyert, hogy Michael Giacchino, a Majmok bolygója zenei hangzásának szerzője és megírója visszatér a film zenéjének szerzőjeként. A hangfelvételeket 2017. július 7-én adta ki digitálisan az iTunes és az Amazon, majd a Sony Masterworks 2017. július 21-én fizikailag is megjelenítette.

### Számlista
Az összes zenét Michael Giacchino készítette.
| 1.    | "Apes’ Past is Prologue"        | 10:53 |
| 2.    | "Assault of the Earth"          | 5:29  |
| 3.    | "Exodus Wounds"                 | 4:23  |
| 4.    | "The Posse Polonaise"           | 1:39  |
| 5.    | "The Bad Ape Bagatelle"         | 1:13  |
| 6.    | "Don’t Luca Now"                | 3:53  |
| 7.    | "Koba Dependent"                | 2:54  |
| 8.    | "The Ecstasy of the Bold"       | 1:57  |
| 9.    | "Apes Together Strong"          | 7:12  |
| 10.   | "A Tide in the Affairs of Apes" | 5:31  |
| 11.   | "Planet of the Escapes"         | 2:42  |
| 12.   | "The Hating Game"               | 2:04  |
| 13.   | "A Man Named Suicide"           | 5:32  |
| 14.   | "More Red Than Alive"           | 2:41  |
| 15.   | "Migration"                     | 2:03  |
| 16.   | "Paradise Found"                | 5:35  |
| 17.   | "End Credits"                   | 9:30  |
| 75:11 |                                 |       |

## Értékelések
- The Wall Street Journal - 100/100
- The Washington Post - 100/100
- The New York Times - 100/100
- Los Angeles Times - 100/100
- Tampa Bay Times - 91/100
- New York Daily News - 90/100
- Austin Chronicle - 89/100
- New York Observer - 88/100
- Rolling Stone - 88/100
- Chicago Tribune - 88/100
- Chicago Sun-Times - 88/100
- USA Today - 88/100
- Entertainment Weekly - 83/100
- Arizona Republic - 80/100
- The Guardian - 80/100
- New York Post - 75/100
- San Francisco Chronicle - 75/100
- Philadelphia Daily News - 75/100
- The Seattle Times - 75/100
- Variety - 50/100[6]

## Folytatás
2014 novemberének közepén Andy Serkis beszélt az MTV News interjújában a lehetséges folytatásokról: Három film talán lehet, vagy négy, akár öt, ki tudja, hogyan folytatódik az út. 2016 októberében bejelentették, hogy már tervezik a negyedik Majmok bolygója filmet.